# Siège de Zutphen (1584)
Guerre de Quatre-Vingts Ans
Batailles
- Chronologie de la guerre de Quatre-Vingts Ans
- Valenciennes
- Austruweel
- Rheindalen
- Heiligerlee
- Jemmingen
- Jodoigne
- Brielle
- 1er Flessingue
- Malines
- Goes
- Mons
- Haarlem
- 2e Flessingue
- Borsele
- Zuiderzee
- Alkmaar
- Leyde
- Reimerswaal
- Mook
- Lillo
- Zierikzee
- 1er Anvers
- 1er Bréda
- Gembloux
- Rijmenam
- 1er Deventer
- Maastricht
- 2e Bréda
- Açores
- 2e Anvers
- 3e Anvers
- Boksum
- Zutphen
- 1er Berg-op-Zoom
- Gravelines
- 3e Bréda
- 2e Deventer
- Groningue
- Huy
- 1er Groenlo1
- 2e Groenlo
- Turnhout
- Nieuport
- Ostende
- L'Écluse
- 3e Groenlo
- Saint-Vincent
- Gibraltar
- Saint-Vincent (1621)
- 2e Berg-op-Zoom
- 4e Bréda
- 4e Groenlo
- Matanzas
- Bois-le-Duc
- Abrolhos
- Slaak
- Maastricht
- 5e Bréda
- Cabañas
- Calloo
- Les Downs
- Saint-Vincent (1641)
- Hulst
- Cavite

Le siège de Zutphen en 1584 fut une tentative de siège menée de mai à juillet 1584 contre la ville fortifiée de Zutphen, dans le comté de Zutphen, pendant la guerre de Quatre-Vingts Ans. Le siège fut entrepris par l'armée néerlandaise sous le commandement de Philippe de Hohenlohe-Neuenstein. Ce siège visait à stopper les pillages espagnols dans la Veluwe, mais aussi à bloquer une voie d'approvisionnement espagnole vitale. Le siège fut probablement abandonné après la mort de Guillaume d'Orange le 10 juillet.

## Prélude
Après la prise de Zutphen (nl) par Guillaume IV de Bergh en 1572, la ville fut reprise dans le sang par Don Fadrique. Zutphen était depuis lors sous domination espagnole.

## Le siège
En mai, Philippe de Hohenlohe-Neuenstein assiégea la Grande Redoute (nl) près de Zutphen, sur la rive gauche de l'IJssel, dans le quartier de la Veluwe. Malgré de lourds bombardements, Hohenlohe échoua à s'en emparer. Il fit donc construire des casemates et des fortifications autour de la redoute, empêchant quiconque de la quitter. La chaîne de fortifications formait un demi-cercle autour de la Grande Redoute, d'une rive à l'autre. Hohenlohe tenta plusieurs fois, sans succès, de s'en emparer. Une lettre de Hohenlohe au prince Guillaume d'Orange datée du 3 juillet révèle qu'il poursuivit ses tentatives même en juillet. Il y indiquait ne pas disposer de suffisamment de troupes pour la prendre. Le prince d'Orange répondit par une lettre qu'une action décisive serait nécessaire si Zutphen ne se rendait pas dans les huit jours. Le prince estimait que des villes comme Amersfoort, Arnhem, Deventer, Kampen, Utrecht et Zwolle pouvaient fournir 400 hommes. Au même moment, le prince entendit des rumeurs selon lesquelles les armées d'Ernest de Bavière s'étaient mutinées, raison pour laquelle il souhaitait accélérer l'opération de Zutphen sans « entreprendre quoi que ce soit de dangereux ». Il craignait qu'en cas de lourdes pertes, les villes environnantes ne soient également balayées. Il préféra donc attendre le moment où il pourrait affronter l'ennemi avec une armée puissante. Le prince conclut sa lettre en demandant à Hohenlohe de le rejoindre s'il pouvait être épargné. Il écrivit cette lettre une semaine avant sa mort. Ce fut probablement son dernier engagement militaire.

## Conséquences
Le siège fut levé après la mort de Guillaume d'Orange. Sous la conduite de Robert Dudley, une autre tentative de siège fut infructueuse en 1586. Finalement, Zutphen ne tomba définitivement aux mains des Hollandais qu'après le siège de 1591, mené par Maurice de Nassau, futur prince d'Orange.

## Vestiges archéologiques
Suite à une prospection effectuée en juillet 2025 dans le but de réaliser un aménagement immobilier à De Hoven Noord, un quartier de Zutphen, des archéologues ont découvert les restes d'un camp et d'une redoute située directement au nord de celui-ci. Le bon état de conservation de ce lieu est remarquable pour un camp constitué de tentes. Des balles de mousquet et une corne à poudre ont été trouvés mais d'autres plus explicites sur la vie au camp : des couteaux en fer, des cruches en pierre, des marmites en terre cuite et des pièces de monnaie frappées entre 1574 et 1579. Des objets plus surprenants ont aussi été mis au jour tel qu'un cadran solaire en ardoise et deux peignes à poux en ivoire.
Sur la gravure du siège exécutée au XVIe siècle, la redoute dont les vestiges ont été découverts apparaît à l'extrême gauche tout au bord de l'IJssel.